# Южно-Украинский энергетический комплекс
Южно-Украинский энергетический комплекс (укр. Південно-Украϊнский енергетичний комплекс) — единственное предприятие Украины с комплексным использованием базовых ядерных и маневренных гидроаккумулирующих мощностей, а также водных ресурсов реки Южный Буг. Состоит из комплекса электростанций в городе Южноукраинск Николаевской области, включающего в себя Южно-Украинскую атомную электростанцию (три атомных энергоблока суммарной мощностью 3000 МВт), Александровскую гидроэлектростанцию на реке Южный Буг (два гидроагрегата, суммарная мощность 11,5 МВт) и Ташлыкскую гидроаккумулирующую электростанцию (в настоящее время в стадии строительства, в эксплуатацию введен первый пусковой комплекс из двух гидроагрегатов суммарной мощностью 302 МВт).
По объёмам производства Южно-Украинский энергокомплекс обеспечивает потребности в электрической энергии региона с населением более 5 млн человек. В 1996 году в качестве обособленного подразделения предприятие вошло в состав ГП НАЭК «Энергоатом». За годы существования АЭС, ГЭС и ГАЭС в сумме выработали около 400 млрд кВт·ч электрической энергии (данные на июль 2008 года).